# Андернах
Андернах (њем. Andernach) град је у њемачкој савезној држави Рајна-Палатинат. Једно је од 86 општинских средишта округа Мајен-Кобленц. Према процјени из 2010. у граду је живјело 29.585 становника. Посједује регионалну шифру (AGS) 7137003.

## Географија
Андернах се налази у савезној држави Рајна-Палатинат у округу Мајен-Кобленц. Град се налази на надморској висини од 60 метара. Површина општине износи 53,2 km². У самом граду је, према процјени из 2010. године, живјело 29.585 становника. Просјечна густина становништва износи 556 становника/km².

## Међународна сарадња
| Мјесто   | Држава               | Врста сарадње | Од    |
| -------- | -------------------- | ------------- | ----- |
| Димона   | Израел               | партнерство   | 1975. |
| Фарнам   | Уједињено Краљевство | партнерство   | 1991. |
|          | Француска            | партнерство   | 1959. |
| Екерен   | Белгија              | партнерство   | 1979. |
| Штокерау | Аустрија             | партнерство   | 1984. |
| Извор    |                      |               |       |